# Gerő Sándor (grafikus)
Gerő Sándor, születési és 1914-ig használt nevén Grünfeld Sándor (Budapest, Józsefváros, 1904. május 17. – Budapest, 1977. március 25.) magyar grafikus, karikaturista.

## Életútja
Gerő József (1871–1918) és Rechnitzer Jozefin (1870–1936) fiaként született művészcsaládban. Szülei Józsi és Józsika néven rendszeres fellépői voltak hazai és nemzetközi kabaréknak. Uitz Béla festőiskolájában tanult. Budapesten tisztviselőként dolgozott, majd 1928-ban Berlinbe ment. Rajzstílusára hatással volt az 1920-as évek német karikatúrája. Részletesen kidolgozott rajzokat készített. 1930-tól megjelentek rajzai a Morgenpost című napilap Brumm-beer című szatirikus mellékletében. A Lustige Blätter című élclapban rendszeresen publikált karikatúrákat. Rajzolt sporttémákat is. 
A nácik hatalomra kerülése után Berlint elhagyva fél évre Koppenhágába költözött, majd 1933-ban tért vissza Budapestre, ahol reklámgrafikákat és illusztrációkat készített. A Móka c. vicclap 1932–1933 között közölte rajzait. A Pikáns Új Magazin részére rajzolt karikatúrákat és grafikákat (1934), majd a Délibáb, Vasárnapi Újság, Függetlenség című lapoknál volt külsős rajzoló. 
A 9 számot megélt Pesti Posta vicclapnál munkatársai voltak: Szepes Béla, Toncz Tibor, Szigethy István, Hauswirth Magda, Byssz Róbert, Bató Géza, Pesthy István. 1946–1966 között a Ludas Matyi munkatársa volt. Karikatúráival számos egyéb budapesti lapban szerepelt. (Képes Hét, Magyar Rádió, Színház és Mozi, Béke és Szabadság, Vöröskereszt Családi Lapja, Magyar Ifjúság, Képes Újság, Füles, több megyei lap, Plajbász és Paróka.) Plakáttervezéssel is foglalkozott. Szignója: gerő

## Könyv
- A békéért (karikatúra)

## Illusztráció
- Halász Zoltán: Ur városától Trójáig (1961)

## Kiállításai
- Magyar Újságrajzoló Művészek Karikatúra Kiállítása (1946-1947)
- Plakátkiállítás, Szalmássy Galéria (1948)
- Nemzeti Szalon (1948)(1950)
- Magyar Képzőművészeti Kiállítás, Műcsarnok (1955)
- Képzőművészetünk tíz éve, Műcsarnok (1960)
- Magyar Plakáttörténeti Kiállítás (1885-1960) Műcsarnok (1960)
- Magyar karikatúra kiállítás (Magyar Kulturális Intézet) Szófia (1962)

## Publikációi
| - Morgenpost (1930) - Lustiger Blätter (1930) - Móka (1932-1933) - Új Magazin (1934) - Vasárnapi Újság (1934) - Délibáb (1935-1938) - Függetlenség (1939) - Pesti Posta (1944) - Magyar Rádió (1946) - Ludas Matyi (1946-1966) | - Képes Hét (1947) - Ludas Matyi Magazin (1947-1948) - Magyar szó Naptár (1948) - Színház és Mozi (1954) - Béke és Szabadság (1956) - Gondűző Naptár (1957) - Vöröskereszt Családi Lapja (1959) - Magyar Ifjúság (1961) - Képes Újság (1960-1968) - Füles (1960) | - Fejér Megyei Hírlap (1961-1962) - Néplap (1961) - Vas Népe (1961.1964) - 80 Rajzzal a Föld körül (1961) - Kisalföld (1962-1964) - Dolgozók Lapja (1962-1966) - Néplap (1962) - Tavasz Tárlat (1962) - Új Néplap (1963) - Ludas Matyi Magazin (1964-1977) | - Nők Lapja (1964-1966) - Plajbász és Paróka (1965) - Nyári Örömök (1965) - Napos Oldal (1968) |